# Allegria!
Allegria! è stato un quiz televisivo italiano andato in onda in prima serata su Canale 5 dal 1999 al 2001 per tre edizioni, con la conduzione di Mike Bongiorno. L'ultima edizione era intitolata Tutti in allegria.

## Il programma
Si trattava di un quiz natalizio trasmesso per tre anni consecutivi nel mese di dicembre in prima serata e realizzato in diretta dal Teatro Nazionale di Milano, che vedeva sfidarsi in ogni edizione (ciascuna composta da una sola puntata) dei personaggi provenienti dalle reti Rai e Mediaset in prove e domande a tematica televisiva. La formula delle prime due edizioni riprendeva quella del Rischiatutto, mentre l'ultima edizione, trasmessa nel 2001, cambiò leggermente formula riprendendo il tema dei sondaggi d'opinione già proposti da Bongiorno in un altro quiz, Tutti x uno, del 1992. Il montepremi conquistato dal vincitore a fine puntata veniva devoluto in beneficenza.
Il titolo del programma riprende il celebre motto del conduttore quando, nei suoi programmi, salutava i telespettatori (e che viene citato in alcune famose canzoni, come Cogli la prima mela di Angelo Branduardi, Torneranno gli angeli di Fiorella Mannoia, Fiore di maggio di Fabio Concato, Siamo quelli di Beverly Hills di Cristina D'Avena, Bella e Le tasche piene di sassi di Jovanotti, Cercami di Renato Zero, Gli ostacoli del cuore di Elisa e Luciano Ligabue, Maledetto quel giorno e Stupida allegria di Emma Marrone, Vento del sud dei Tiromancino, Un sorriso dentro al pianto di Ornella Vanoni), mentre la sigla strumentale è un pezzo di richiamo del brano La scatola dei tesori, tratto dallo Zecchino d'Oro 1996.
Gli autori della trasmissione erano Ludovico Peregrini, Dario Baudini e Giovanni Brasca, mentre la voce fuori campo era quella di Federico l'Olandese Volante.

### Edizioni
La prima edizione è stata trasmessa in prima serata venerdì 10 dicembre 1999 e i concorrenti in gara erano Simona Ventura, Amadeus e Gerry Scotti, con la partecipazione del Gabibbo in qualità di "valletto" del conduttore, Mike Bongiorno. Il programma ottenne un buon successo di pubblico, con una media di 5.785.000 telespettatori pari al 23,57% di share.
La seconda edizione del programma è stata trasmessa domenica 17 dicembre 2000, con la partecipazione in gara come concorrenti di Michele Cucuzza, Enrico Papi e Marco Columbro. La serata fu seguita da 5.082.000 spettatori, pari al 21,26% di share.. Anche questa edizione ha visto la presenza del Gabibbo in qualità di “valletto”.
Il 23 dicembre 2001, sempre di domenica, è andata in onda la terza edizione della trasmissione, rinominata Tutti in allegria, sempre condotta da Mike Bongiorno in compagnia di Miriana Trevisan. In questa edizione il programma divenne una sfida tra la squadra composta da personaggi RAI (Pippo Baudo come caposquadra, Paola Saluzzi e Giancarlo Magalli) e quella dei personaggi Mediaset (Raimondo Vianello come caposquadra, Sandra Mondaini e Emilio Fede), ma c'è anche Telemontecarlo oltre a Rai e Mediaset ha avuto la squadra e c'è (Giuseppe Cristiano, come caposquadra e Heather Parisi). Il montepremi finale di questa serata è stato devoluto a Emergency, associazione umanitaria di Gino Strada. La serata fu seguita da 3.985.000 telespettatori, pari al 17,75% di share.